# Be Aware
Be Aware – siódmy koreański minialbum południowokoreańskiej grupy The Boyz, wydany 16 sierpnia 2022 roku przez wytwórnię IST Entertainment. Płytę promował singel „Whisper”.

## Lista utworów
| CD | CD                         | CD                                                                                       | CD                                                                                 | CD                                             | CD      |
| Nr | Tytuł utworu               | Tekst                                                                                    | Kompozycja                                                                         | Aranżacja                                      | Długość |
| -- | -------------------------- | ---------------------------------------------------------------------------------------- | ---------------------------------------------------------------------------------- | ---------------------------------------------- | ------- |
| 1. | „Whisper”                  | Jo Yoon-kyung, Sunwoo (The Boyz), Jacob (The Boyz)                                       | Willie Weeks, Kyler Niko                                                           | Willie Weeks                                   | 3:11    |
| 2. | „Bump & Love”              | Jo Yoon-kyung, Sunwoo (The Boyz), Hyunjae (The Boyz), New (The Boyz)                     | Barry Cohen, Ronnie Icon, Ryan S. Jhun, MZMC                                       | Gingerbread, Wyatt Sanders, Ryan S. Jhun, MZMC | 3:44    |
| 3. | „C.O.D.E”                  | Yoon (Artiffect), Sunwoo (The Boyz)                                                      | Avenue 52 (Artiffect), Sqvare (Artiffect), Toyo                                    | Toyo, Avenue 52 (Artiffect)                    | 2:52    |
| 4. | „Levitating” (kor. 무중력) | Jo Yoon-kyung, Sunwoo (The Boyz)                                                         | KZ, Kim Tae-Young, Honeysweat, Chris Wahle, Andreas Öhrn                           | KZ, Kim Tae-Young, Honeysweat                  | 3:00    |
| 5. | „Survive the Night”        | Sunwoo (The Boyz)                                                                        | Rio, Avenue 52 (Artiffect), Sqvare (Artiffect)                                     | Rio                                            | 3:24    |
| 6. | „Timeless”                 | Sangyeon (The Boyz), Hyunjae (The Boyz), New (The Boyz), Q (The Boyz), Sunwoo (The Boyz) | William Segerdahl, Matilda Thompson, Val Del Prete (153/Joombas), Martin Tjärnberg | William Segerdahl, Martin Tjärnberg            | 3:09    |

## Notowania
| Lista                             | Pozycja | Źr.   |
| --------------------------------- | ------- | ----- |
| South Korean Albums (Circle)      | 1       | [ 2 ] |
| Japanese Albums (Oricon)          | 21      | [ 3 ] |
| Japanese Combined Albums (Oricon) | 29      | [ 4 ] |

## Nagrody w programach muzycznych
| Program                | Data             | Źródło |
| ---------------------- | ---------------- | ------ |
| Music Bank (KBS2)      | 26 sierpnia 2022 | [ 5 ]  |
| Show! Music Core (MBC) | 27 sierpnia 2022 | [ 6 ]  |

## Sprzedaż
| Kraj             | Sprzedaż |
| ---------------- | -------- |
| Korea Południowa | 584 236+ |
| Japonia          | 2236+    |